# Tyabb
Tyabb är en del av en befolkad plats i Australien. Den ligger i kommunen Mornington Peninsula och delstaten Victoria, omkring 52 kilometer söder om delstatshuvudstaden Melbourne.
Trakten är tätbefolkad. Närmaste större samhälle är Langwarrin, nära Tyabb. 
Trakten runt Tyabb består till största delen av jordbruksmark. Genomsnittlig årsnederbörd är 1 251 millimeter. Den regnigaste månaden är maj, med i genomsnitt 154 mm nederbörd, och den torraste är januari, med 51 mm nederbörd.